# يوانيس مانياتيس
يوانيس مانياتيس (باليونانية: Γιάννης Μανιάτης)‏ (12 أكتوبر 1986 في ليفاذيا، اليونان) لاعب كرة قدم يوناني يجيد اللعب في مركز الظهير الأيمن كما يجيد اللعب في مركزي الوسط المدافع والوسط الأيمن ويلعب حاليا في نادي أوليمبياكوس اليوناني منذ 2011.

## روابط خارجية
- يوانيس مانياتيس على موقع الاتحاد الدولي (مؤرشف)  (الإنجليزية)
- يوانيس مانياتيس على موقع الاتحاد الأوربي (الإنجليزية)
- يوانيس مانياتيس على موقع اتحاد تركيا (لاعب) (الإنجليزية)
- يوانيس مانياتيس على موقع قاعدة بيانات كرة القدم.إي يو (الإنجليزية)
- يوانيس مانياتيس على موقع بيانات كرة القدم. دي إي (الألمانية)
- يوانيس مانياتيس على موقع ناشيونال فوتبول تيمز (الإنجليزية)
- يوانيس مانياتيس على موقع Soccerway.com (الإنجليزية)
- يوانيس مانياتيس على موقع عالم كرة القدم.نت (الإنجليزية)
- يوانيس مانياتيس على موقع AS.com (الإسبانية)